# Memo (Software)
Memo ist ein E-Mail-Programm des schwedischen Herstellers Nexus.

## Entwicklungsgeschichte

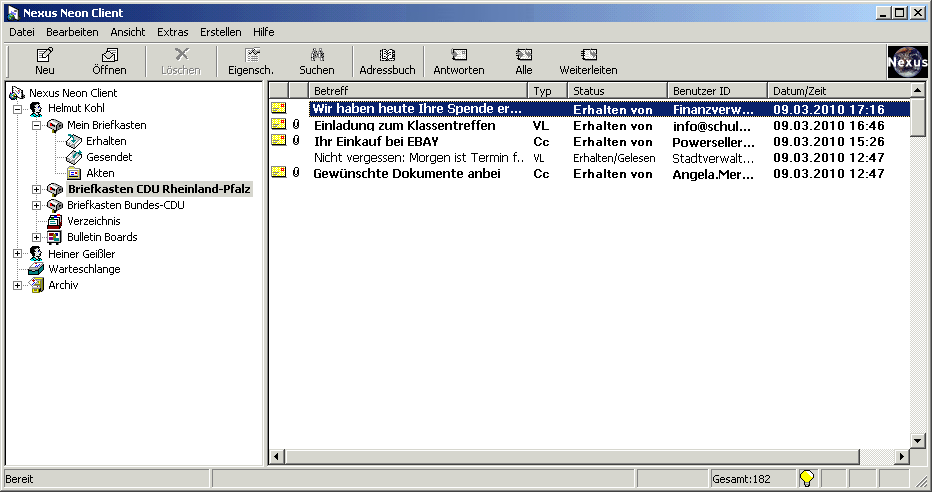
Benutzeroberfläche unter Windows XP

Ursprünglich wurde die Anwendung auf Grundlage einer Server-Client-Architektur (basierend auf IBM-Mainframes) von Volvo für die Unternehmenskommunikation entwickelt. Die Software wurde vorwiegend im professionellen Bereich eingesetzt und später auch für andere Unternehmen von dem bei Volvo ausgegründeten Unternehmen Verimation vertrieben und unterstützt. Laut Nexus arbeiten 25 Millionen Anwender damit. Die aktuelle Weiterentwicklung heißt Neon und bietet Clientanwendungen für gemischten Computerumgebungen. Es gilt als „Urgestein der IT-Welt“ und implementiert Funktionen, die sich bei Migration auf heutige Mainframe-Applikationen nicht ohne weiteres automatisiert abbilden lassen.

## Einsatz
Memo war bis ca. 2008 das zentrale Kommunikationsmittel bei den Schweizerischen Bundesbahnen. Danach wurde es sukzessive von Outlook abgelöst und am 25. November 2010 endgültig abgestellt. Sogar die Übermittlung schriftlicher Befehle per Memo war möglich und in den FDV geregelt.